# Leptogaster inflatus
Leptogaster inflatus är en tvåvingeart som beskrevs av Osten Sacken 1881. Leptogaster inflatus ingår i släktet Leptogaster och familjen rovflugor. Inga underarter finns listade i Catalogue of Life.